# Margit Slachta
Margit Borbála Zadjeli Slachta (Kassa, 18 september 1884 – Buffalo, 6 januari 1974) was een Hongaarse katholieke non. Ze was de oprichtster van een kloostergemeenschap die zich bezig hield met sociaal werk: "Szociális Testvérek Társaságának" (vertaald: "Gemeenschap van Zusters voor Sociaal Werk"). Bovendien was ze een christelijke feministische politica: het eerste vrouwelijke parlementslid in Hongarije. Door haar stellingname voor haar ethische visie, werd destijds van haar gezegd dat "zij de enige man in het nationale parlement" was.
Tijdens de Duitse bezetting van Hongarije door de Wehrmacht (maart 1944 tot april 1945) redde ze het leven van vele Joden. Ze werd in 1985 postuum geëerd als Rechtvaardige onder de Volkeren en anno 1995 door de Hongaarse staat geëerd voor haar moed.

## Biografie

### Afkomst
Margit was een telg van de rooms-katholieke Slachta-familie en was van Poolse adellijke afkomst. In de Poolse taal betekent haar familienaam (szlachta): "adellijke klasse".
Vier van de vijf zussen bereikten de volwassen leeftijd. Margit's moeder was Borbála Saárossy van Sáros (1855-1936). Haar vader, Kálmán Slachta van Zadjeli (1857-1936), was directeur van de "Spaarbank van Košice".

### Jeugd
Margit Slachta voltooide haar middelbare studies in haar geboortestad: Košice (toentertijd Kassa genoemd). Nadien volgde ze in Kalocsa een opleiding bij de zusters Missionarissen van Onze-Lieve-Vrouw. Hierdoor bekwaamde ze zich om les te geven in de vakken: Duits, Frans en Geschiedenis. Na een studiereis in het Duitse Keizerrijk, gaf ze van 1906 tot 1907 les in de een meisjesschool, vooreerst in Győr en naderhand in Boedapest. Toen haar vader in 1908 op zakelijk gebied met een zware tegenslag had, emigreerde hij met een aantal van zijn kinderen naar de Verenigde Staten van Amerika.
Margit bleef thuis, maar stopte met les geven, met als doel zich volledig te wijden aan maatschappelijk werk. Vervolgens werd ze lid van de Vereniging voor Sociaal Werk die opgericht was door Edith Farkas (1877-1942).

### Sociaal werk
Margit Slachta's activiteiten waren aanvankelijk gericht op jeugdwerk en gevangenispastoraat. Gelijktijdig was ze actief als journaliste voor tijdschriften van katholieke organisaties.  Parallel aan haar journalistieke activiteiten ontwikkelde ze opleidingsprogramma's voor maatschappelijk werkers.

### Politiek
Vanaf 28 oktober 1918 nam Margit Slachta persoonlijk de leiding van de door haar gestichte Christelijke Vrouwenliga.
Haar politieke carrière begon na het einde van de Eerste Wereldoorlog met de invoering van het vrouwenkiesrecht in Hongarije.
Op 26 februari 1920 aanvaardde het bestuur van de Partij van Christelijke Nationale Eenheid (KNEP) Margit Slachta met een absolute meerderheid als partijkandidaat. Bijgevolg werd ze ook effectief partijlid. Een maand nadien, op 25 maart, werd ze voor het eerste district van Boedapest verkozen tot vertegenwoordigster in het Nationaal Parlement van Hongarije. Zodoende werd ze de allereerste vrouwelijke volksvertegenwoordiger in de geschiedenis van dat land. Haar parlementaire activiteiten eindigden op 16 februari 1922. Aloewel ze in 1920 lid was geworden van de KNEP sloot ze zich niet aan bij de Eenheidspartij, die in 1922 ontstond door de fusie van haar partij met de Partij van Kleine Boeren en Landarbeiders (OKGFP). De Eenheidspartij promootte immers nationalistische propaganda en de leden van deze partij sympathiseerden met de fascistische Pijlkruisers. In 1923 verliet Margit Slachta -samen met enkele vriendinnen- de Vereniging voor Sociaal werk waarvan ze sedert jaren lid was en op 23 mei 1923 stichtte ze een eigen religieus geïnspireerde kloostergemeenschap: de Gemeenschap van Zusters voor Sociaal Werk.
Nadien nam ze niet meer deel aan de verkiezingen voor de Tweede Kamer en beëindigde ze haar parlementaire medewerking, samen met een aantal andere zusters.
Vanaf 1931 werkte Margit Slachta aan de ontwikkeling van een verbond voor vrouwelijke arbeiders. Anno 1933 richtte ze het Genootschap van de Heilige Geest op, en het jaar nadien, in 1934, stichtte ze een krant met de naam A Lélek Szava (vertaald: Het Woord van de Geest).
Na verloop van enkele jaren, opende ze op 3 november 1937 een centrum voor maatschappelijke werksters: het Instituut voor sociale opleiding van Katholieke Vrouwen.

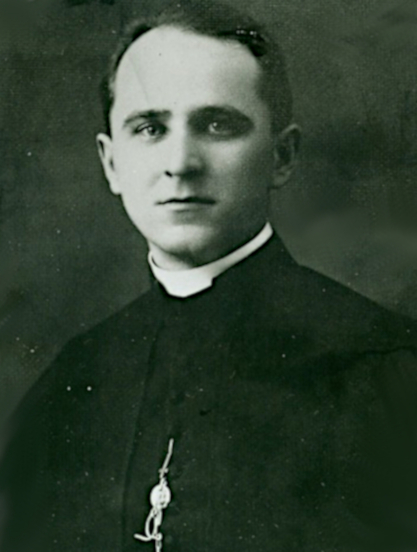
Károly Pakocs was lid van een team dat samen met Margit Slachta het bloedbad van Kamjanets-Podilsky probeerde te onderzoeken.

In die tijd maakte Margit Slachta naam als fervent tegenstander van fascistische en antisemitische stromingen. Ze was bijvoorbeeld een van de weinigen die zich uitsprak tegen het aannemen van de Hongaarse anti-joodse wetten in 1938 en 1939. In de zomer van 1941 protesteerde ze fel tegen de door de Hongaarse immigratiepolitie uitgevoerde deportatie van "buitenlandse" joden naar Galicië: deportatie die culmineerde in het bloedbad van Kamjanets-Podilsky.
Slachta vormde samen met Károly Pakocs (1892-1966), Imre Szabó, György Apponyi en Erzsébet Szapáry een onderzoeksteam dat probeerde naar Kamjanets-Podilsky te gaan om de berichten over het bloedbad te onderzoeken. Met uitzondering van Imre Szabó werd hun echter de toegang tot de regio ontzegd.
Na de aanval op de Sovjet-Unie in juni 1941, waaraan Hongarije deelnam, protesteerde Slachta tegen het feit dat vele duizenden Joden dwangarbeid moesten verrichten in het Hongaarse leger. Zij werden daar gedwongen werk te doen met een hoog risico op letsel en overlijden.
Teneinde Hitler's propaganda tegen te gaan organiseerde Margit Slachta vanaf 1942 wereldbeschouwelijke cursussen, gebaseerd op christelijke waarden.
Tussen maart 1942 en maart 1943 werden ongeveer 58.000 Slowaakse joden naar de vernietigingskampen gedeporteerd.
Nadat de Slowaakse Republiek op 8 februari 1943 de "totale verwijdering van de Joden" had aangekondigd, reisde Margit Slachta naar Rome om tijdens een audiëntie bij Paus Pius XII persoonlijk aan te dringen voor maatregelen. De paus gaf gevolg aan dit verzoek en vaardigde aan de geestelijkheid en de broederschappen het bevel uit, om de met deportatie bedreigde personen in kloosters te verbergen. Aan deze maatregel dankten onder meer Jenő Heltai, Gyarmati Fanni (°1912-†2014) en István Rusznyák (°1889-†1974). hun leven
De paus gaf de zeven Slowaakse bisschoppen het bevel om een gezamenlijke pastorale brief te schrijven waarin de deportaties veroordeeld werden. Dit herderlijk schrijven werd in alle kerken van de Slowaakse Republiek voorgelezen op 21 maart 1943 en maakte samen met andere factoren voorlopig een einde aan de deportaties.
Nadat de Wehrmacht Hongarije binnentrok, ontwikkelden de instanties van de Gemeenschap van Zusters voor Sociaal Werk zich tot toevluchtsoorden voor joden. Kort na de invasie had Slachta de zusters van haar gemeenschap gezworen de bedreigde joden te helpen. Volgens schattingen hielp haar bevel ongeveer 900 tot 1.000 Joodse mannen, vrouwen en kinderen in Boedapest en op het platteland, om de dreiging van de deportatie te ontwijken door zich te verstoppen of valse papieren te bemachtigen. In 1944 betaalde een lid van de orde, met name Sára Salkaházi, haar inspanningen om de joden te redden met haar leven. Zij werd in 2006 zalig verklaard.
De door Margit Slachta in 1918 opgerichte Christelijke Vrouwenliga werd in juli 1944 door de nazigezinde regering van Döme Sztójay verboden. Om dit verbod te ontwijken werd de liga onder haar originele naam geïntegreerd in de Democratische Volkspartij (DNP).
Na de Tweede Wereldoorlog werd Margit Slachta in 1945, via een electoraal bondgenootschap met de DNP en de Burgerlijke Democratische Partij (PDP), opnieuw lid van het parlement als partij-onafhankelijke kandidaat.
In 1947 werd ze herkozen, deze keer als kandidaat voor de "Keresztény Női Tábor" (Liga van Christelijke Vrouwen). Ook in de naoorlogse periode gaf ze haar christelijke overtuigingen niet op. Wegens haar anti-Sovjet - en anti-communistisch standpunt werd ze door veel parlementariërs afgedaan als vertegenwoordigster van vervlogen tijden. Haar parlementaire toespraken werden regelmatig onderbroken, niet zelden met spottend en vulgair gekibbel. Op 16 juni 1948 hield ze haar laatste toespraak in het parlement. Ze sprak zich uit tegen de geplande nationalisering van kerkelijke scholen. Niettemin werd de wet toch aangenomen. Toen dit gebeurde zongen de vertegenwoordigers van de regeringspartij rechtstaande het volkslied. Margit Slachta  zong niet mee maar bleef zitten en luisterde. Dientengevolge vaardigde de immuniteitscommissie voor zuster Slachta tweemaal een zes maanden durende verbod uit voor parlementaire activiteiten en schorste haar immuniteit. Dit betekende voor haar het einde van haar politieke loopbaan in Hongarije.

### Ballingschap

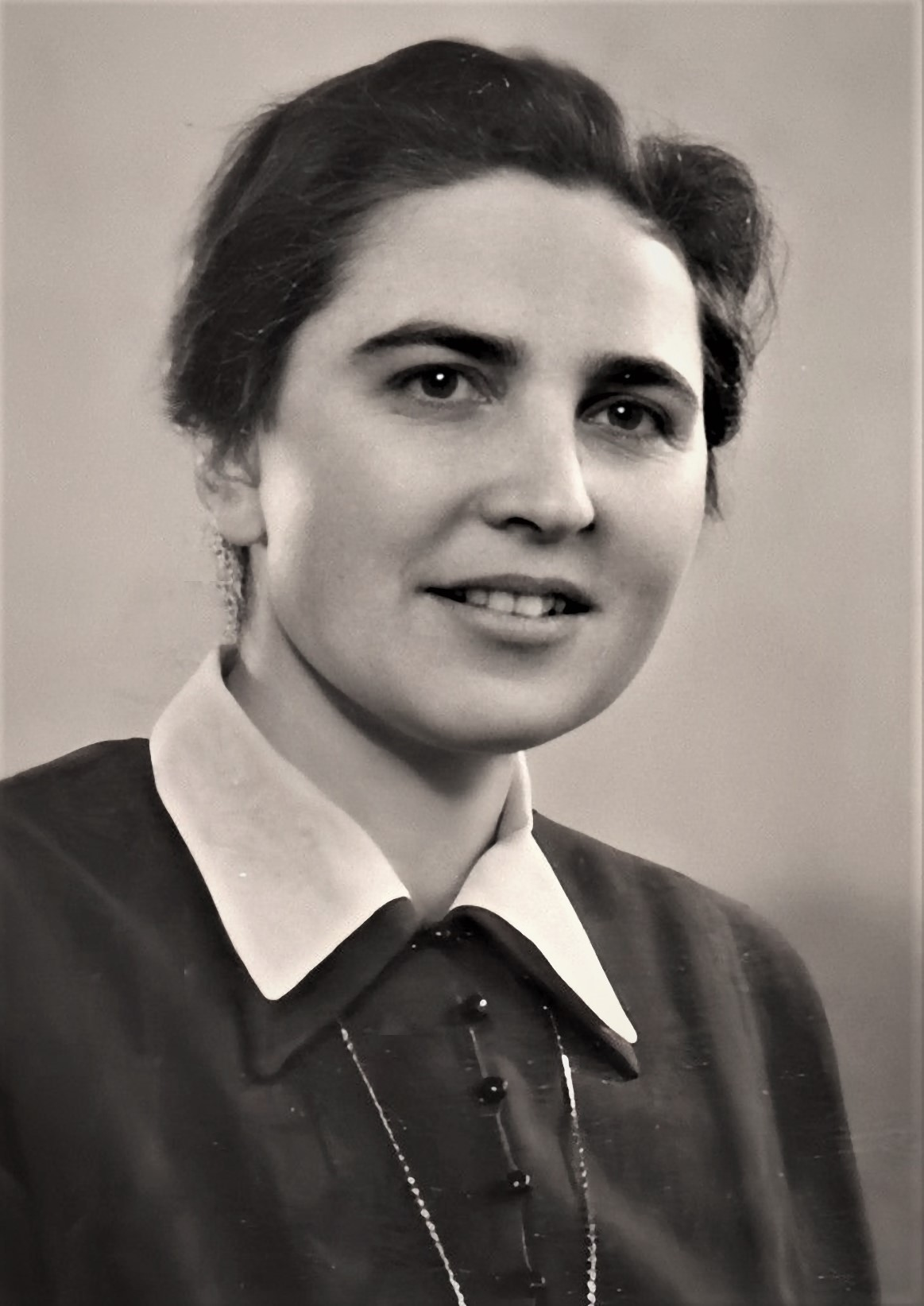
Natalia Palagyi was een vriendin van Margit Slachta. Ze ontvluchtte samen met haar, in 1949 het vaderland, uit vrees voor represailles.
Zij werd na het overlijden van Margit Slachta, de tweede algemene overste van de Gemeenschap van Zusters voor Sociaal Werk.

In 1949 weigerden de autoriteiten een nieuwe kandidatuur van Margit Slachta voor het Hongaarse parlement. Margit Slachta voelde zich geviseerd en bedreigd. Bijgevolg vluchtte ze illegaal naar Oostenrijk, vergezeld van twee vriendinnen: Klementin Molnár en Natalia Palágyi.
Vanuit Oostenrijk vluchtte ze onder het pseudoniem Etelka Tóth naar de Verenigde Staten van Amerika, waar ze arriveerde op 16 september 1949.
Daar voerde ze onder de naam Margit Nemes een briefwisseling met de thuisblijvers. Bovendien werkte ze mee, onder het pseudoniem Borbála Nemes, aan de uitzendingen van de radiozender Radio Free Europe. Deze zender was in 1949 opgericht als ideologisch middel tegen het communisme.
Hopend op een terugkeer naar haar vaderland, ondernam Margit Slachta in 1951 een reis naar Wenen. De comeback naar Hongarije mislukte evenwel, met als gevolg dat ze op 5 mei 1953 onder haar ware naam wederom naar de VS reisde en zich daar permanent vestigde. Ze bleef er actief op het gebied van emigratie en zich bleef inzetten voor vluchtelingen.

### Overlijden
Margit Slachta stierf op 6 januari 1974 in een klooster van de door haar opgerichte gemeenschap in Buffalo. Als overste van de Gemeenschap van Zusters voor Sociaal werk werd ze opgevolgd door Natalia Palagyi, met wie ze destijds Hongarije was ontvlucht.
Ze werd begraven op de Begraafplaats van het Heilig Kruis ("Holy Cross Cemetery") in Lackawanna: een klein stadje ten zuiden van Buffalo, in de staat New York. Op 26 oktober 2021 werd haar stoffelijk overschot opgegraven en naar de Kerepesi-begraafplaats in Boedapest overgebracht waar kardinaal Péter Erdő op 7 december 2021 haar ceremoniële herbegrafenis leidde.

## Eerbetoon
Als eerbetoon aan Margit Slachta en haar Gemeenschap van Zusters voor Sociaal Werk werd in Boedapest, in de Thököly útca aan nummer 69, een gedenkplaat onthuld.
Hetzelfde gebeurde op 10 mei 2010 in de Ulászló útca aan nummer 15.
Te harer ere richtten Amerikaanse Hongaren een gedenkplaat op in de Alba Regia-kapel in Berkeley Springs in de staat West Virginia.
In Boedapest is de kade langs de Donau-oever aan de Boeda-zijde, tussen de Árpád híd-brug en de Margit híd-brug, naar haar genoemd. Door de delen van deze kade een naam te geven, eert de Hongaarse hoofdstad de mensen die Joden hebben gered tijdens de Holocaust. Men treft er onder meer de volgende namen aan: Raoul Wallenberg, Carl Lutz (1895-1975), Angelo Rotta (1872-1965).
Margit Slachta werd in 1985 geëerd als Rechtvaardige onder de Volkeren vanwege haar inzet voor de bedreigde Joden. Tien jaar later eerde de Hongaarse staat haar voor haar moed.